# El Sueño de Morfeo
El Sueño de Morfeo este o trupă spaniolă din Asturia. Muzica lor este pop-rock îmbinând și unele elemente folk și pop indian.

## Istorie

### 2002- Începutul ca Xemá
Trupa a fost înființată în 2002 și avea influențe de folk austriac. Albumul lor de debut Del interior a fost lansat în același an, însă nu a fost un succes comercial. După lansarea acestui album, trupa a decis să nu mai continue sub acest nume și să creeze un nou proiect pentru viitor.

### 2003-2006: "1+1 son 7" și El Sueño de Morfeo
După ce Juan Luis Suárez s-a alăturat trupei au căutat un nume nou pentru trupă. Au optat pentru nume ca "Pupitre Azul" ,"La Hija del Caos" , însă numele ales a fost "El Sueño de Morfeo".
În 2004, Raquel a participat la audiții pentru serialul de comedie spaniol "Los Serrano" și a dat un demo cu piesele sale. Producătorul i-a cerut să interpreteze piesa "1+1 son 7" într-un episod alături de Fran Perea. Episodul va apărea pe 30 iulie 2004. Grupul a primit astfel un mare impuls în cariera lor. Ei au primit un contract cu compania muzicală Globomedia Música.
Primul lor album ca El Sueño de Morfeo a fost produs de Manel Santisteban. Primul lor single "Nunca volverá" a fost lansat în ianuarie 2005, devenind un adevărat succes în Spania, ocupând locul 3 în topul de la finalul anului în această țară.

### 2007-2008: Nos vemos en el camino
Albumul Nos vemos en el camino a fost înregistrat în 2006 și lansat mai apoi în aprilie 2007. Primul single din acest album a fost "Para toda la vida", urmat de "Demasiado tarde".
Următoarele două singles au fost făcute în colaborare cu Nek: "Para ti sería" și "Chocar". Albumul a fost relansat cu un DVD și includea câteva piese in colaborare cu Nek. Trupa a avut un turneu în Spania în 2007 și un minitur în 2008.

### 2009-2010: Cosas que nos hacen sentir bien
În 2009 au înregistrat un nou album la Los Angeles. Primul single din album,"Si no estás" a fost lansat în aprilie 2009. Albumul Cosas que nos hacen sentir bien, a fost lansat în mai 2009, iar primele piese de pe album erau "No sé dónde voy" și "Gente".  În 2010, ei au colaborat cu casa de discuri Cómplices, înregistrând unul dintre cele mai populare piese ale trupei, "Es por ti".

### 2013- Eurovision Song Contest
La 17 decembrie 2012 a fost anunțat faptul că trupa aleasă de RTVE pentru a reprezenta Spania la Concursul Muzical Eurovision 2013 este 'ESDM - El Sueño de Morfeo'. Trupa a reprezentat țara cu piesa "Contigo hasta el final".